# Heterocoma
Heterocoma là một chi thực vật có hoa trong họ Cúc (Asteraceae).

## Loài
Chi Heterocoma gồm các loài: